# Troszczyce
Troszczyce (biał. Трашчыцы, ros. Трощици) – wieś na Białorusi, w obwodzie grodzieńskim, w rejonie korelickim, w sielsowiecie Żuchowicze, przy drodze republikańskiej .
Znajduje się tu parafialna cerkiew prawosławna pw. Narodzenia Matki Bożej.
Do 1939 wieś leżała w Polsce, w województwie nowogródzkim, w powiecie stołpeckim.